# DDR-Skimeisterschaften 1984
Die Wettkämpfe der 36. DDR-Skimeisterschaften fanden vom 1. bis zum 5. Februar 1984 zum dritten Mal nach 1959 und 1976 im thüringischen Lauscha statt. Dabei wurden neun Wettkämpfe, sieben Einzel- und zwei Staffelentscheidungen, im Skilanglauf, der Nordischen Kombination und im Skispringen ausgetragen. Die Meisterschaften waren für nicht wenige der ca. 150 gemeldeten Teilnehmer ein letzter Test vor den Olympischen Winterspielen in Sarajevo, die am 8. Februar begannen. Die Langstreckenmeisterschaften über 20 km der Frauen und 50 km der Männer im sächsischen Oberwiesenthal am 18. März 1984 rundeten die Titelkämpfe ab.

## Langlauf

### Männer

#### 15 km
Seinen zweiten Meistertitel konnte Olympiastarter Karsten Brandt erringen. Bei leichtem Nebel konnte er nach 10 km schon 26 Sekunden Vorsprung auf den zweitplatzierten Frank Schröder herauslaufen. Im Ziel lag Brandt gar mit 42 Sekunden Abstand vorn. Mit Uwe Wünsch kam der dritte Olympiastarter auf den Bronzeplatz. Uwe Bellmann hatte auf Anraten seines Trainers den Wettbewerb ausgelassen.
Datum: Freitag, 3. Februar 1984
| Platz | Sportler          | Mannschaft                | Zeit (h) |
| ----- | ----------------- | ------------------------- | -------- |
| 1     | Karsten Brandt    | SC Dynamo Klingenthal     | 41:22,3  |
| 2     | Frank Schröder    | SC Dynamo Klingenthal     | 42:04,1  |
| 3     | Uwe Wünsch        | SC Traktor Oberwiesenthal | 42:52,6  |
| 4     | Hermann           | SC Motor Zella-Mehlis     | 43:44,6  |
| 5     | Ch. Rollinger     | SC Traktor Oberwiesenthal | 43:53,5  |
| 6     | Andreas Rollinger | SC Traktor Oberwiesenthal | 44:05,9  |

#### 30 km
Das mit Spannung erwartete Auftaktrennen endete nach turbulentem Verlauf mit einem Herzschlagfinale. Vorjahresmeister Uwe Bellmann lag zwischenzeitlich schon 22 Sekunden zurück, konnte diesen Rückstand aber fast aufholen. Am Ende gewann der Klingenthaler Karsten Brandt mit einer Winzigkeit von 2 Zehnteln Vorsprung den Titel.
Datum: Mittwoch, 1. Februar 1984
| Platz | Sportler          | Mannschaft                | Zeit (h)  |
| ----- | ----------------- | ------------------------- | --------- |
| 1     | Karsten Brandt    | SC Dynamo Klingenthal     | 1:25:52,8 |
| 2     | Uwe Bellmann      | SC Traktor Oberwiesenthal | 1:25:53,0 |
| 3     | Frank Schröder    | SC Dynamo Klingenthal     | 1:27:40,4 |
| 4     | Hermann           | SC Motor Zella-Mehlis     | 1:29:03,0 |
| 5     | Andreas Rollinger | SC Traktor Oberwiesenthal | 1:29:28,9 |
| 6     | Glaß              | SC Dynamo Klingenthal     | 1:29:34,6 |

#### 50 km
Die letzte Meisterschaftsentscheidung entschied in Oberwiesenthal ein Klingenthaler für sich. Frank Schröder hatte am Ende fast zwei Minuten Vorsprung gegenüber dem Zweitplatzierten herausgelaufen.
Datum: Sonntag, 18. März 1984
| Platz | Sportler          | Mannschaft                | Zeit (h) |
| ----- | ----------------- | ------------------------- | -------- |
| 1     | Frank Schröder    | SC Dynamo Klingenthal     | 2:30:37  |
| 2     | Uwe Wünsch        | SC Traktor Oberwiesenthal | 2:32:34  |
| 3     | Hermann           | SC Motor Zella-Mehlis     | 2:36:42  |
| 4     | Andreas Rollinger | SC Traktor Oberwiesenthal | 2:38:12  |
| 5     | Flechsig          | SC Dynamo Klingenthal     | 2:40:50  |
| 6     | Schicker          | SC Dynamo Klingenthal     | 2:41:12  |

#### 3 × 10-km-Staffel
In der Staffel setzte sich die mit den Olympiastartern Brandt und Schröder besetzte Klingenthaler Mannschaft souverän gegenüber ihrer zweiten Vertretung mit fast 2 Minuten Vorsprung durch.
Datum: Sonnabend, 4. Februar 1984
| Platz | Mannschaft                | Sportler                               | Zeit (h)  |
| ----- | ------------------------- | -------------------------------------- | --------- |
| 1     | SC Dynamo Klingenthal     | Karsten Brandt Schicker Frank Schröder | 1:24:40,6 |
| 2     | SC Dynamo Klingenthal II  |                                        | 1:26:32,6 |
| 3     | SC Traktor Oberwiesenthal |                                        | 1:26:44,4 |

### Frauen

#### 5 km
Auf der kürzesten Langlaufstrecke konnte die Oberwiesenthalerin Ute Noack ihren zweiten Titel einheimsen. Die bis dahin stärkste DDR-Läuferin der Saison konnte 19 Sekunden Vorsprung vor der wiederum zweitplatzierten Petra Rohrmann herauslaufen. Während die Olympiastarterin Petra Voge erstmals bei den Meisterschaften startete und auf Platz fünf einkam, pausierte ihre Clubkameradin und Olympiastarterin Carola Anding. Von den nicht für Olympia nominierten Läuferinnen machten vor allem zwei auf sich aufmerksam: die 21-jährige Simone Butters, die sich Bronze sicherte und die Juniorenmeisterin Gaby Nestler aus Oberwiesenthal, die mit ihrer Zeit Bronze bei den Seniorinnen gewonnen hätte.
Datum: Freitag, 3. Februar 1984
| Platz | Sportler          | Mannschaft                | Zeit (h) |
| ----- | ----------------- | ------------------------- | -------- |
| 1     | Ute Noack         | SC Traktor Oberwiesenthal | 15:34,8  |
| 2     | Petra Rohrmann    | SC Motor Zella-Mehlis     | 15:53,9  |
| 3     | Simone Butters    | SC Motor Zella-Mehlis     | 16:21,0  |
| 4     | Kerstin Moring    | ASK Vorwärts Oberhof      | 16:21,6  |
| 5     | Petra Voge-Sölter | ASK Vorwärts Oberhof      | 16:28,5  |
| 6     | Gündel            | SC Motor Zella-Mehlis     | 16:28,8  |

#### 10 km
Auch bei den Frauen wurde der erste Wettkampf mit Spannung erwartet, wollte man doch erste Rückschlüsse für die Aufstellung der Olympiastaffel ziehen. Am Ende siegte die Oberwiesenthalerin Ute Noack. Vorjahresmeisterin Kerstin Moring kam noch nicht einmal unter die besten Sechs.
Datum: Mittwoch, 1. Februar 1984
| Platz | Sportler       | Mannschaft                | Zeit (h) |
| ----- | -------------- | ------------------------- | -------- |
| 1     | Ute Noack      | SC Traktor Oberwiesenthal | 32:08,1  |
| 2     | Petra Rohrmann | SC Motor Zella-Mehlis     | 32:32,0  |
| 3     | Carola Anding  | ASK Vorwärts Oberhof      | 32:51,9  |
| 4     | Simone Butters | SC Motor Zella-Mehlis     | 33:37,1  |
| 5     | Leonhardt      | SC Dynamo Klingenthal     | 34:13,3  |
| 6     | Schneider      | ASK Vorwärts Oberhof      | 34:25,3  |

#### 20 km
Über die Langstrecke machte erstmals die erst 16-jährige Antje Misersky aus Zella-Mehlis bei den Seniorinnen von sich reden. In Abwesenheit der Titelverteidigerin Ute Noack gewann sie mit fast einer Minute Vorsprung ihren ersten DDR-Meistertitel. Dabei schlug sie namhafte Konkurrenz wie die Olympiastarterinnen Carola Anding oder Petra Voge.
Datum: Sonntag, 18. März 1984
| Platz | Sportler         | Mannschaft            | Zeit (h) |
| ----- | ---------------- | --------------------- | -------- |
| 1     | Antje Misersky   | SC Motor Zella-Mehlis | 1:08:44  |
| 2     | Bauer            | SC Dynamo Klingenthal | 1:09:40  |
| 3     | Schmidt          | SC Dynamo Klingenthal | 1:09:41  |
| 4     | Manuela Drescher | SC Motor Zella-Mehlis | 1:09:55  |
| 5     | Heike Reime      | SC Dynamo Klingenthal | 1:10:06  |
| 6     | Carola Anding    | ASK Vorwärts Oberhof  | 1:10:31  |

#### 3 × 5-km-Staffel
Den Staffelwettbewerb konnte der bis dahin titellose ASK Vorwärts Oberhof gewinnen. Mit den Olympiastarterinnen Anding und Voge lief die Oberhofer Staffel mit über einer halben Minute Vorsprung vor der Klingenthaler Staffel ins Ziel ein.
Datum: Sonnabend, 4. Februar 1984
| Platz | Mannschaft                          | Sportler                                | Zeit (h) |
| ----- | ----------------------------------- | --------------------------------------- | -------- |
| 1     | ASK Vorwärts Oberhof                | Petra Voge Kerstin Moring Carola Anding | 47:03,4  |
| 2     | SC Dynamo Klingenthal               |                                         | 47:39,8  |
| 3     | SC Dynamo Klingenthal / Juniorinnen |                                         | 47:49,8  |

## Nordische Kombination
Mit Sprüngen von 97 und 98 m belegte der Klingenthaler Oliver Warg zunächst den Spitzenplatz, vor allen Olympiastartern. Allerdings konnte er diesen Platz erwartungsgemäß nicht halten und rutschte nach den 15 km auf Platz sechs. Dem nach dem Springen drittplatzierten Andreas Langer wurden von den Trainern die größten Siegchancen eingeräumt. Da er jedoch durch eine schwache Laufleistung an Günter Schmieder nicht vorbeikam, reichte es am Ende nur für Silber, während Schmieder sich den Titel sicherte. Der dritte Olympiastarter, Uwe Dotzauer, rückte nach starkem Lauf noch von Platz sechs nach dem Springen auf den Bronzeplatz vor.
Datum: Sprunglauf Freitag, 3. Februar 1984; 15 km-Langlauf Sonnabend, 4. Februar 1984
| Platz | Sportler         | Mannschaft                | Punkte |
| ----- | ---------------- | ------------------------- | ------ |
| 1     | Gunter Schmieder | SC Dynamo Klingenthal     | 438,15 |
| 2     | Andreas Langer   | SC Traktor Oberwiesenthal | 433,60 |
| 3     | Uwe Dotzauer     | SC Dynamo Klingenthal     | 419,00 |
| 4     | Opitz            | SC Motor Zella-Mehlis     | 418,55 |
| 5     | Hopf             | SC Motor Zella-Mehlis     | 408,85 |
| 6     | Oliver Warg      | SC Dynamo Klingenthal     | 407,60 |

## Skispringen

### Normalschanze
Vor ungefähr 5.000 Zuschauern gab es auf der Lauschaer Marktiegelschanze einen nicht unbedingt erwarteten Meister. Vorjahressieger Manfred Deckert war aufgrund mäßiger Saisonleistungen nicht für Sarajevo nominiert. In Lauscha düpierte er hingegen alle Olympiastarter mit einem neuen Schanzenrekord von 103 m. Vierschanzentourneesieger Jens Weißflog wurde nur Vierter. Reichlich eine Woche später sollte er aber Olympiasieger von der Normalschanze werden.
Datum: Donnerstag, 2. Februar 1984
| Platz | Sportler          | Mannschaft                | Punkte |
| ----- | ----------------- | ------------------------- | ------ |
| 1     | Manfred Deckert   | SC Dynamo Klingenthal     | 261,3  |
| 2     | Matthias Buse     | SC Dynamo Klingenthal     | 243,6  |
| 3     | Stefan Stannarius | SC Motor Zella-Mehlis     | 241,0  |
| 4     | Jens Weißflog     | SC Traktor Oberwiesenthal | 239,2  |
| 5     | Holger Freitag    | SC Dynamo Klingenthal     | 220,7  |
| 6     | Frank Sauerbrey   | ASK Vorwärts Oberhof      | 219,4  |
| 6     | Ulf Findeisen     | SC Traktor Oberwiesenthal | 219,4  |
| 8     | Klaus Ostwald     | SC Dynamo Klingenthal     | 218,9  |
| 9     | Pschera           | SC Dynamo Klingenthal     | 208,3  |
| 10    | Schmieder         | SC Dynamo Klingenthal     | 207,6  |

### Großschanze
Der letzte Meisterschaftswettbewerb, der auf der Oberhofer Rennsteigschanze stattfand, war schon von den Olympiavorbereitungen geprägt. Jens Weißflog ließ den Wettbewerb gleich ganz aus, für den Rest wurde der Anlauf von vornherein verkürzt, damit sich kein Olympiastarter noch in letzter Minute verletzte. Diese Umstände nutzte der nicht für Olympia nominierte Titelverteidiger Ulf Findeisen und gewann mit einem respektablen Vorsprung von über 10 Punkten. Dahinter reihten sich alle vier teilnehmenden Olympiastarter auf.
Datum: Sonnabend, 4. Februar 1984
| Platz | Sportler          | Mannschaft                | Punkte |
| ----- | ----------------- | ------------------------- | ------ |
| 1     | Ulf Findeisen     | SC Traktor Oberwiesenthal | 187,4  |
| 2     | Holger Freitag    | SC Dynamo Klingenthal     | 175,9  |
| 3     | Matthias Buse     | SC Dynamo Klingenthal     | 175,2  |
| 4     | Stefan Stannarius | SC Motor Zella-Mehlis     | 162,0  |
| 5     | Klaus Ostwald     | SC Dynamo Klingenthal     | 161,7  |
| 6     | Pschera           | SC Dynamo Klingenthal     | 135,4  |

## Medaillenspiegel
Mehr als zwei Drittel aller Medaillen räumten die zwei sächsischen Leistungszentren ab. Von diesen hatte der SC Dynamo Klingenthal mit insgesamt 6 Meistertiteln die Nase souverän vorn. Davon steuerte Karsten Brandt als erfolgreichster Athlet allein 3 Meistertitel bei.
| Medaillenspiegel (nach allen 11 Wettbewerben) | Medaillenspiegel (nach allen 11 Wettbewerben) | Medaillenspiegel (nach allen 11 Wettbewerben) | Medaillenspiegel (nach allen 11 Wettbewerben) | Medaillenspiegel (nach allen 11 Wettbewerben) | Medaillenspiegel (nach allen 11 Wettbewerben) |
| Platz                                         | Mannschaft                                    | Gold                                          | Silber                                        | Bronze                                        | Gesamt                                        |
| --------------------------------------------- | --------------------------------------------- | --------------------------------------------- | --------------------------------------------- | --------------------------------------------- | --------------------------------------------- |
| 1                                             | SC Dynamo Klingenthal                         | 6                                             | 6                                             | 5                                             | 17                                            |
| 2                                             | SC Traktor Oberwiesenthal                     | 3                                             | 3                                             | 2                                             | 8                                             |
| 3                                             | SC Motor Zella-Mehlis                         | 1                                             | 2                                             | 3                                             | 6                                             |
| 4                                             | ASK Oberhof                                   | 1                                             | 0                                             | 1                                             | 2                                             |